# 浪板海岸站
浪板海岸站（日语：／ Namiitakaigan eki */?）是位於岩手縣上閉伊郡大槌町吉里吉里10番地，三陸鐵道的谷灣線車站。
此站的愛稱為「單面波之海邊」。在JR東日本管理的時代，此站的愛稱為世界語的「Ondokrestoj（波峰）」。

## 歷史
- 1961年（昭和36年）12月20日：日本國有鐵道山田線浪板站啟用[1]。
- 1987年（昭和62年）4月1日：伴隨國鐵分割民營化，車站由東日本旅客鐵道（JR東日本）營運[2][1]。
- 1994年（平成6年）12月3日：車站改名為浪板海岸站[3]。
- 2011年（平成23年）3月11日：發生東北地方太平洋近海地震（東日本大震災），使此站暫停營業。
- 2019年（平成31年）3月23日：包含此站在內宮古站至釜石站之間重開，同時三陸鐵道繼承該區段[4]。

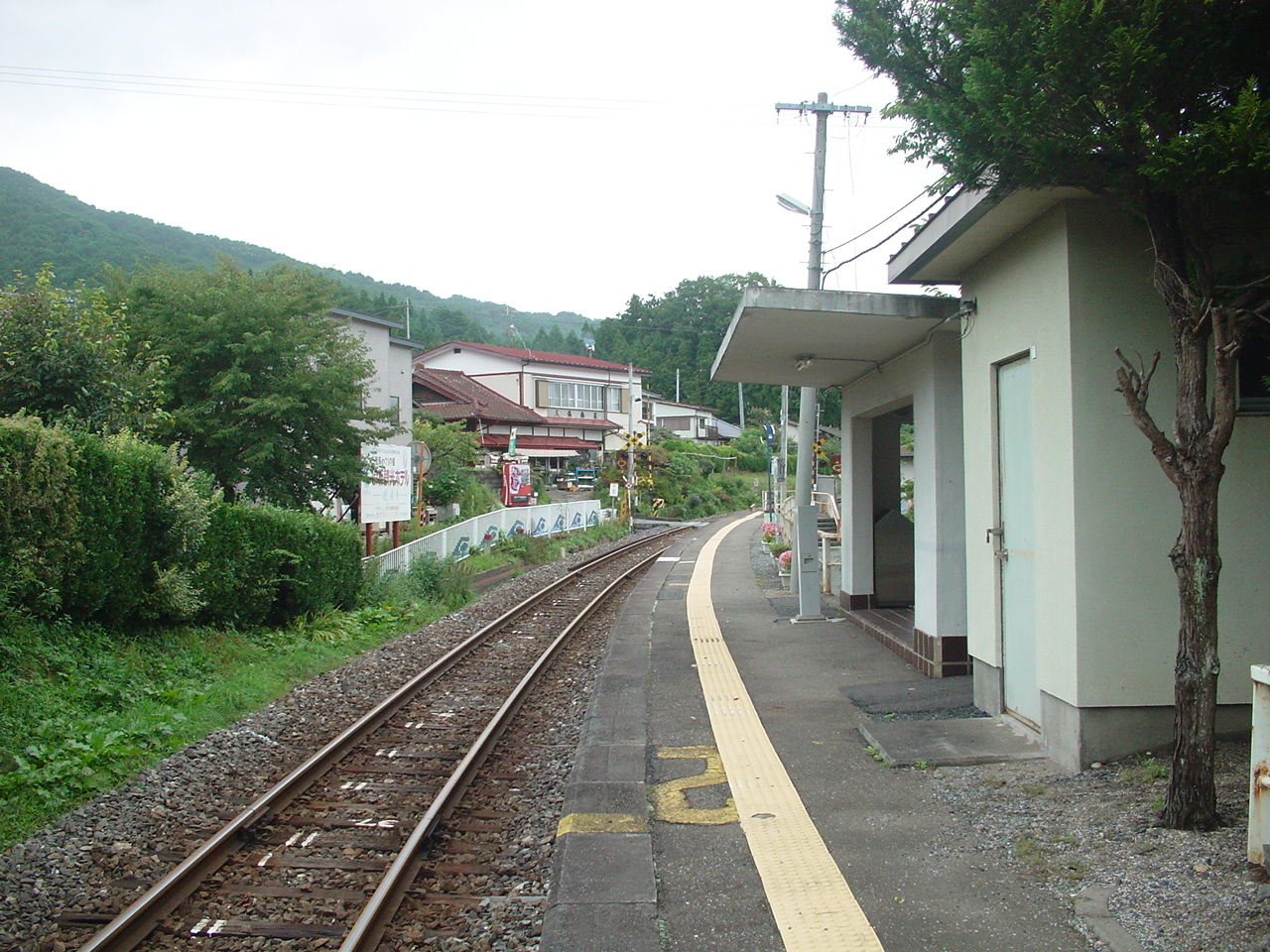
東日本大震災前的月台

## 車站構造
此站是地面車站，設有1面1線的單式月台。此站是無人車站。
此站沒有車站大樓，月台上設有候車處。

## 車站周邊
- 浪板海岸, 浪板海岸村（日语：浪板海岸ヴィレッジ）
- 四十八坂海岸
- 浪板簡易郵局
- 鯨山神社
- 國道45號
- 三陸花酒店濱菊（舊浪板觀光酒店健康亭）
- 風之電話

## 相鄰車站
三陸鐵道
■谷灣線
吉里吉里－浪板海岸－岩手船越

## 注腳
1. 1 2 3  曾根悟（監修）. 朝日新聞出版分冊百科編集部（編集） , 编. . 週刊朝日百科. 21号 釜石線・山田線・岩泉線・北上線・八戸線. 朝日新聞出版. 2009-12-06: 18 （日语）.
2. ↑  『交通年鑑 昭和63年版』 交通協力會，1988年3月。
3. ↑  . 鐵道雜誌 (鐵道雜誌社). 1995年1月, (339): 98 （日语）.
4. ↑   (PDF).   [2021-01-21]. （原始内容存档 (PDF)于2019-10-14）.

## 外部連結
- 車站·周邊資訊【浪板海岸站】 （页面存档备份，存于）（日語）：三陸鐵道